# Vasperviller
Vasperviller település Franciaországban, Moselle megyében. Lakosainak száma 320 fő (2022. január 1.). Vasperviller Abreschviller, Métairies-Saint-Quirin, Nitting és Saint-Quirin községekkel határos.

## Népesség
A település népessége az elmúlt években az alábbi módon változott:
| Lakosok száma | 308  | 316  | 326  | 316  | 315  | 315  | 314  | 316  | 320  |
|               | 2013 | 2015 | 2016 | 2017 | 2018 | 2019 | 2020 | 2021 | 2022 |